# 964 Submara
964 Submara, asteroid glavnog pojasa. Otkrio ga je Johann Palisa, 27. listopada 1921.

## Vanjske poveznice
- Minor Planet Center